# Leptotes harryphillipsii
Leptotes harryphillipsii là một loài lan đặc hữu to southeastern Brasil.

## Hình ảnh

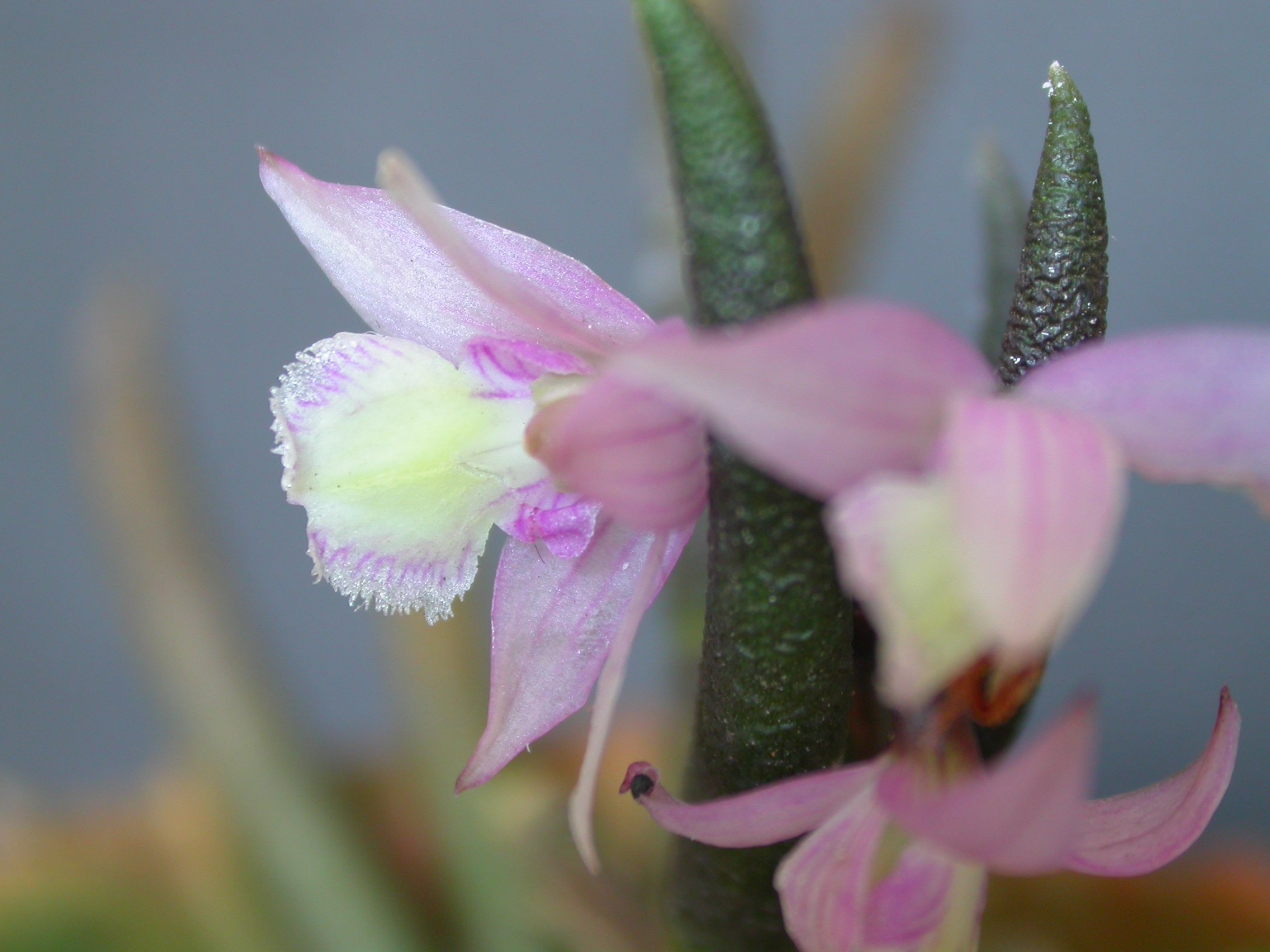
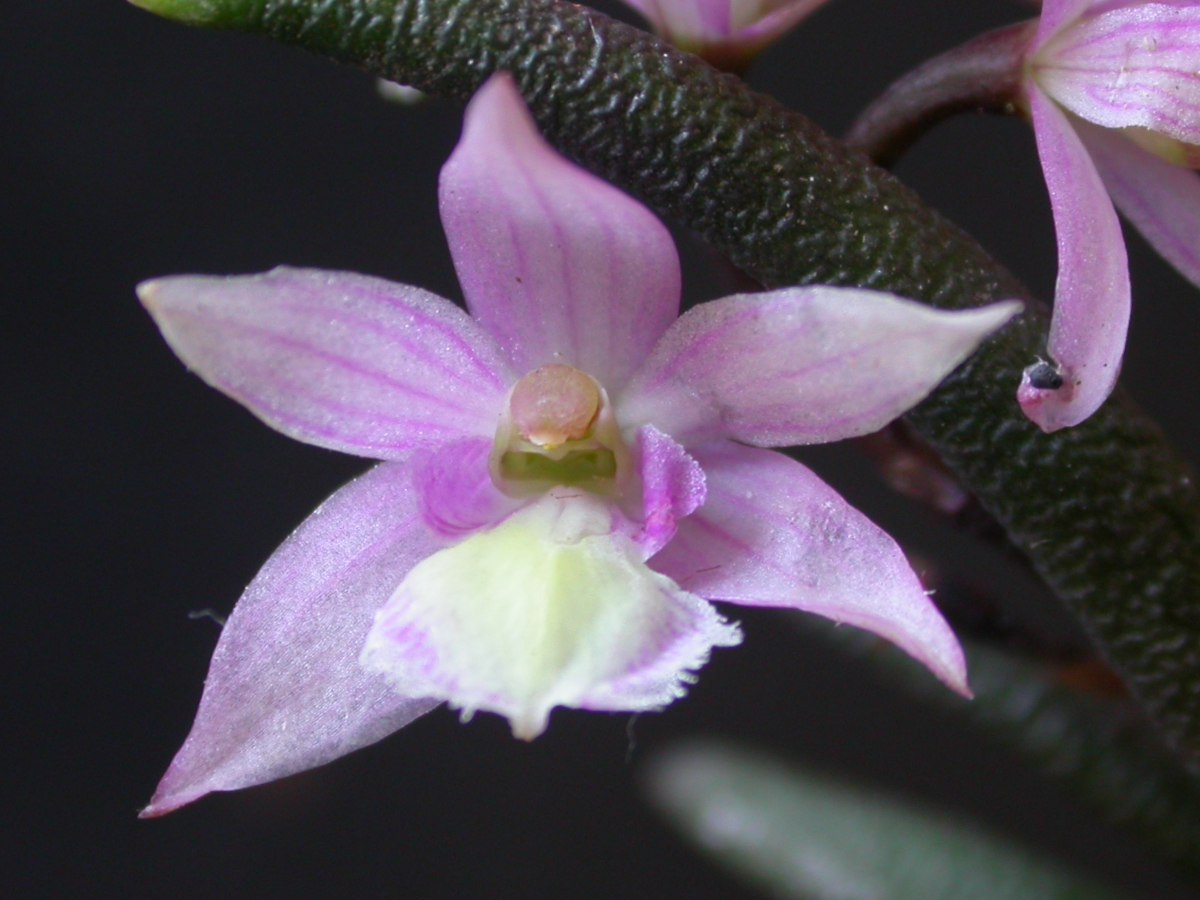
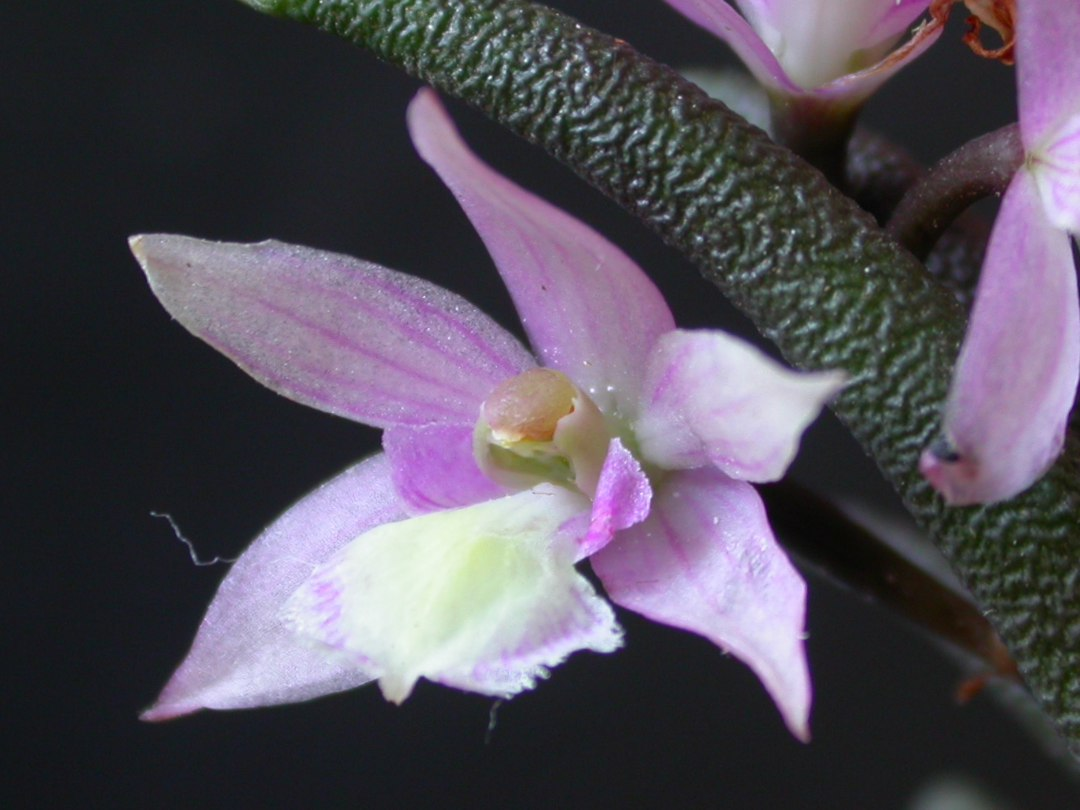